# 南烏克蘭

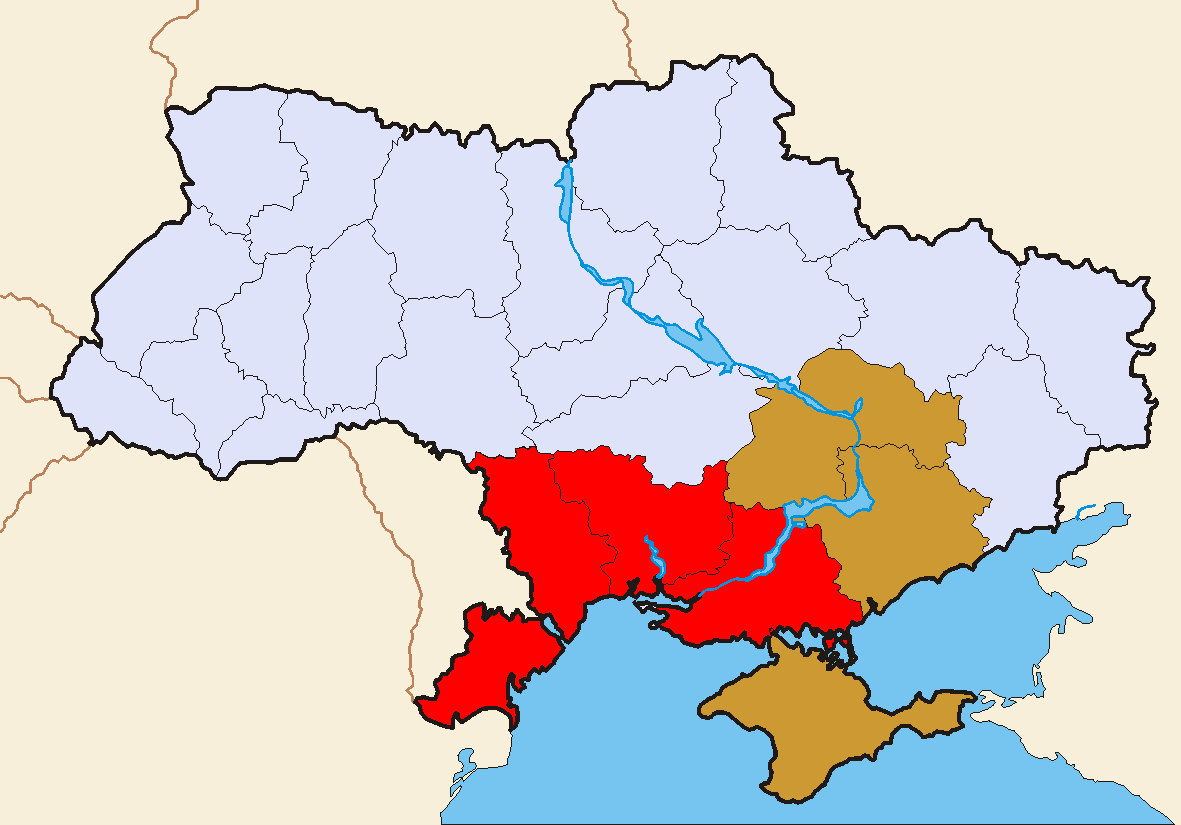
南烏克蘭範圍
狹義定義
廣義定義

南烏克蘭（烏克蘭語：Південна Україна）是指烏克蘭的南部地區。南烏克蘭的定義通常包括了烏克蘭蘇維埃社會主義共和國的南部經濟區。18世紀末期，這裡完全成為俄羅斯帝國的領土。造船業是南烏克蘭重要的產業。